# Profanación de las tumbas de la basílica de Saint-Denis
La profanación de las tumbas de la basílica de Saint-Denis fue un destacado acontecimiento de la Revolución francesa en el que las tumbas de la basílica, necrópolis de los reyes de Francia, fueron abiertas o destruidas, siendo los cuerpos exhumados y profanados.

## Contexto histórico

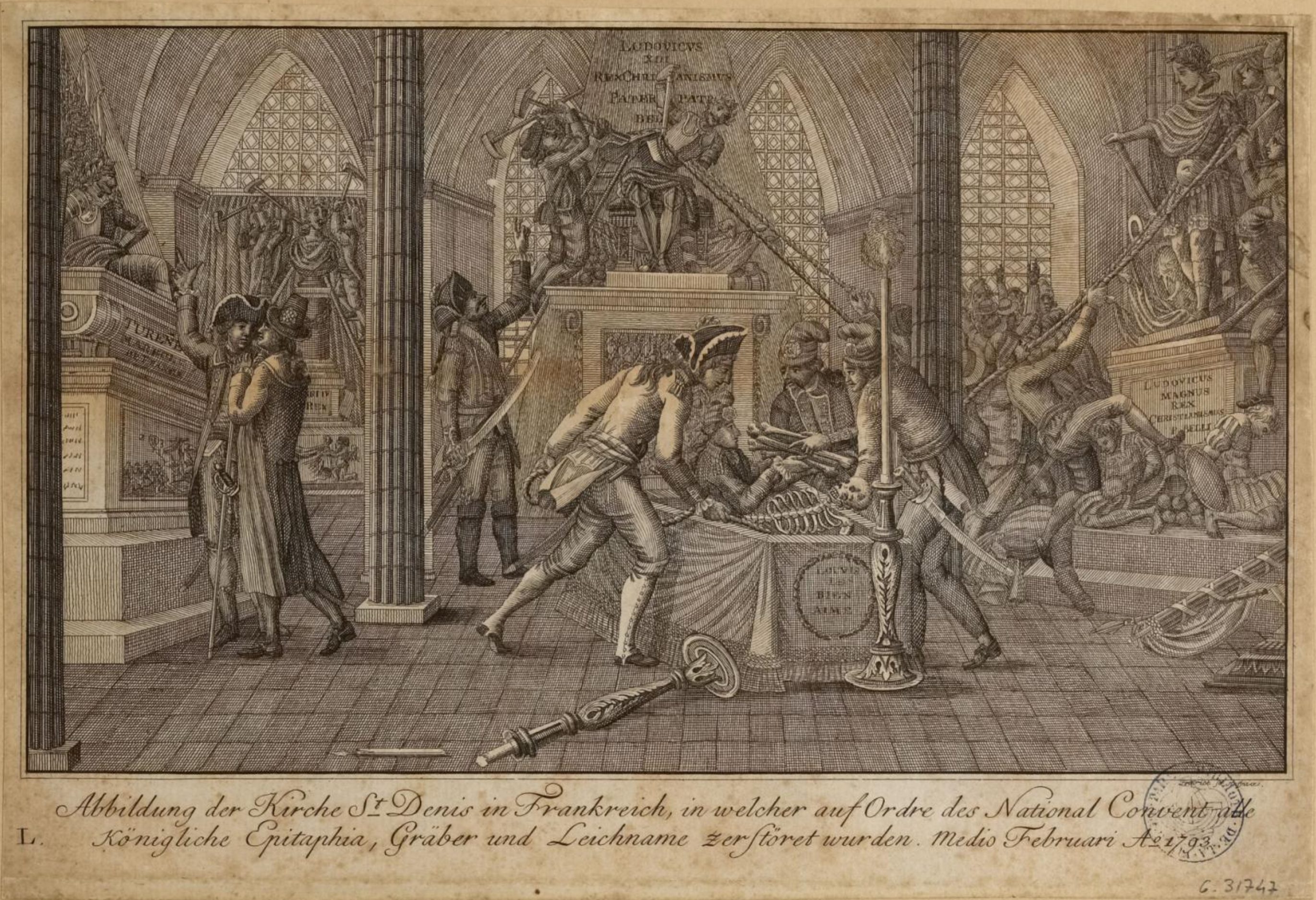
Ilustración de la iglesia de St Denis en Francia, en la que todos los epitafios, tumbas y cuerpos reales fueron destruidos por orden de la Convención Nacional.

Después de la abolición de la monarquía el 10 de agosto de 1792, el gobierno provisional ordenó la fundición de todos los monumentos realizados en bronce, plata y metales en general. Cuarenta y siete tumbas de la basílica de Saint-Denis fueron destruidas para este propósito, como la de Carlos VIII de Francia, realizada en bronce dorado, si bien algunas de ellas se salvaron de la destrucción a petición de la Comisión de Bellas Artes de la Convención Nacional, la cual había ordenado en 1793 la destrucción de las insignias del feudalismo y de las tumbas reales existentes en todos los edificios de la República.
La propuesta para decidir el destino de las tumbas y los cuerpos de Saint-Denis se realizó durante el Terror en la sesión del 31 de julio de 1793 de la Convención Nacional por Barère, con el fin de celebrar el asalto a las Tullerías el 10 de agosto de 1792 y atacar las «cenizas impuras de los tiranos» con el pretexto de recuperar el plomo de los ataúdes. La Convención Nacional, después de haber atendido el informe del Comité de Seguridad Pública, anunció en su segundo decreto del 1 de agosto de 1793:

Las tumbas y mausoleos de los antiguos reyes, situados en la iglesia de Saint-Denis, en templos y otros lugares, en toda la extensión de la República, serán destruidos el 10 de agosto.

Dom Germain Poirier, erudito benedictino de la congregación de Saint-Maur, diputado de la Comisión de Monumentos Conservadores y archivista de la abadía de Saint-Germain-des-Prés y de Saint-Denis, fue nombrado comisario para asistir a la apertura de las tumbas, mientras que Meigné, comisario de la Administración Central de la fabricación extraordinaria de armas, fue el encargado de supervisar las labores de exhumación. El mes de agosto se dedicó a la exhumación de los cuerpos a petición oficial del ciudadano Meignié, si bien esta decisión no se aplicó en toda su extensión hasta el mes de octubre debido a que un miembro de la Convención, Joseph Lequinio, había denunciado su inaplicación el 7 de septiembre. Desde el 6 de agosto, varios monumentos funerarios (sepulturas, estatuas, columnas, altares, vidrieras, etc.) fueron desmantelados o destruidos, siendo los cadáveres depositados en el suelo.

## Testigos principales

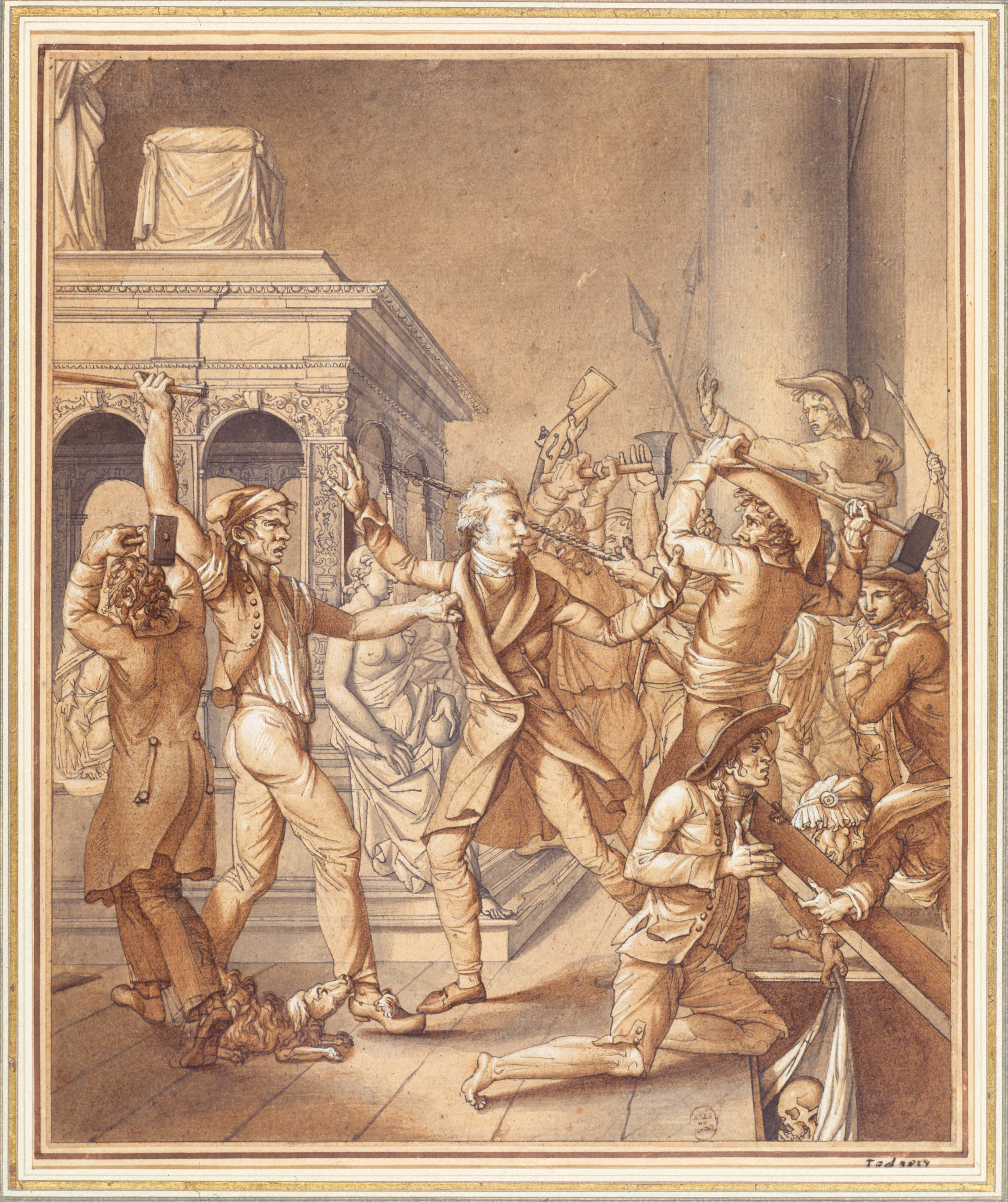
Alexandre Lenoir se opone a la destrucción de la tumba de Luis XII en Saint-Denis, por Pierre Joseph Lafontaine.

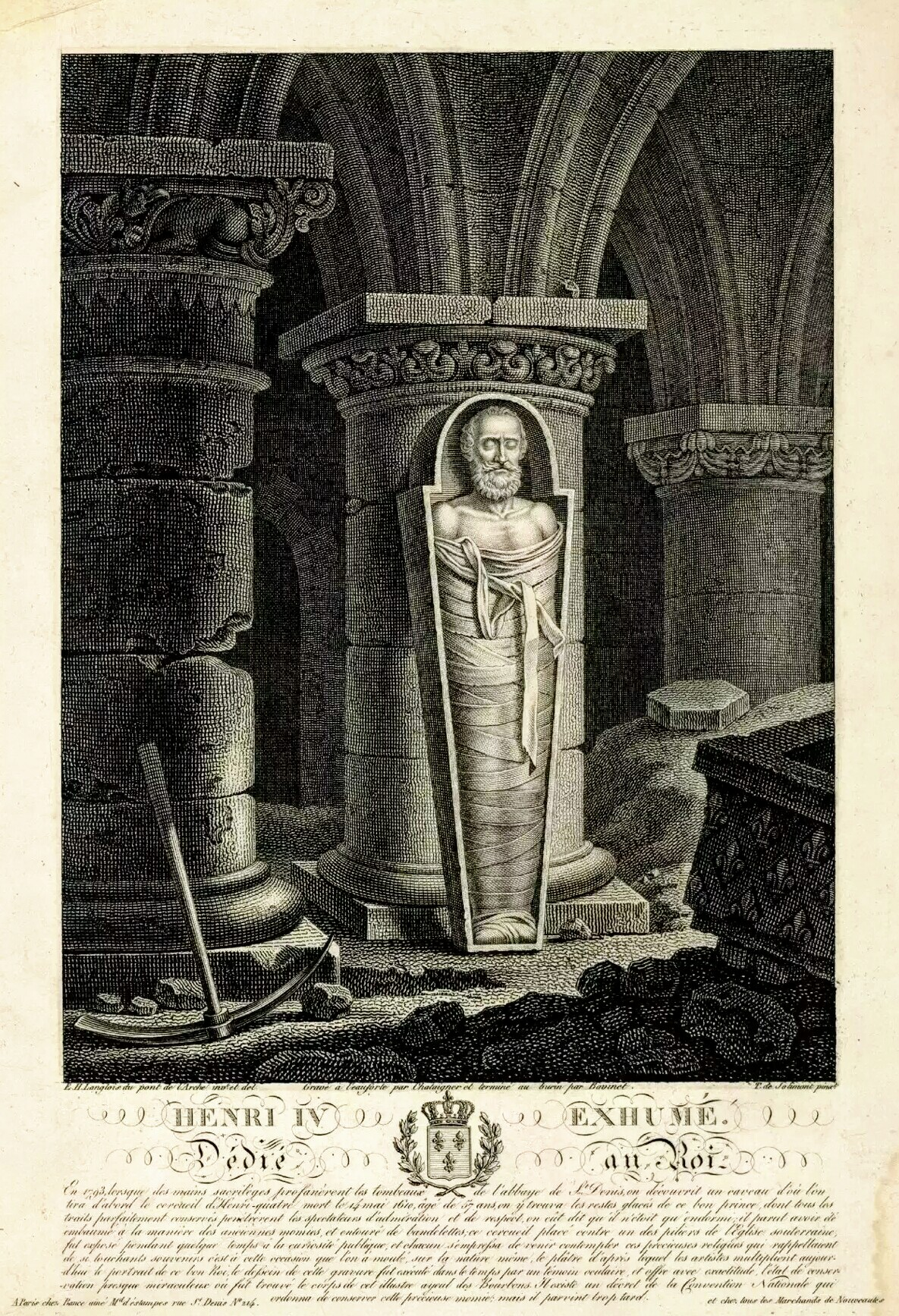
Enrique IV exhumado/Dedicado al rey, grabado de Langlois a partir de una pintura de François Gabriel Théodore Basset de Jolimont

Dom Poirier fue el principal testigo ocular de la exhumación y profanación de las tumbas reales. Permaneció día y noche en la basílica del 12 al 25 de octubre, redactando varios informes para la Comisión de Monumentos. En 1796, el Informe sobre la exhumación de cuerpos reales en Saint-Denis en 1793 completó a su vez dichos informes con los datos aportados por Dom Druon, rector de la abadía de Saint-Denis. Los diversos testimonios posteriores, como el del futuro Conservador del Patrimonio Alexandre Lenoir, otro testigo presencial, o el de Georges d'Heylli, quien publicó de nuevo en 1872 este informe en Les tombes royales de Saint-Denis, reproducen en gran parte la información aportada por Dom Druon.
Dom Poirier dejó constancia de que no se habían podido hallar los restos mortales de algunos personajes destacados, como los del cardenal de Retz (muerto en 1679) o los de Alfonso de Brienne. Una vez que los monumentos funerarios en piedra y mármol fueron cortados o fragmentados, quedaron al descubierto varios cuerpos en estado de putrefacción o reducidos a polvo, como el de Luis XV de Francia, cuyo cadáver no fue embalsamado debido a la viruela, o el de Luis XIV de Francia, el cual, según testigos, estaba «negro como la tinta». Curiosamente, el cuerpo de Enrique IV se encontró en un estado de conservación tan óptimo que fue colocado de pie en el interior de la basílica, permaneciendo expuesto durante dos días. Otros cuerpos, en cambio, fueron sometidos a diversas mutilaciones. Algunos revolucionarios se llevaron uñas, cabellos, dientes o huesos con el fin de guardarlos como trofeo o venderlos, puesto que la fabricación de ungüentos medicinales a partir de los restos de momias humanas era una práctica común desde hacía varios siglos. Los cuerpos de más de ciento setenta personas (cuarenta y seis reyes, treinta y dos reinas, sesenta y tres príncipes de la sangre, diez servidores del reino y dos docenas de abades de Saint-Denis) fueron arrojados a dos fosas comunes, denominadas Valois y Borbones, excavadas para este propósito a lo largo del patio del cementerio de los monjes, adyacente a la basílica, siendo una de ellas destinada a las «primeras razas» de los Valois, es decir, las dinastías anteriores, y la otra a los Borbones. Después de que varios curiosos hubiesen descendido a las fosas con el fin de recolectar reliquias, los cadáveres fueron parcialmente cubiertos con cal viva y tierra.
Un hombre llamado Brulay, receptor de los dominios de Saint-Denis en 1793, habría robado algunas de estas reliquias. En la Restauración, su viuda intentó en vano vendérselas al rey Luis XVIII de Francia. Vendidos posteriormente en una subasta, estos restos acabaron formando parte de la colección del museo Tavet-Delacour de Pontoise, si bien el origen de algunos de ellos es cuestionable, como la mandíbula del rey Dagoberto I, dos dientes y un trozo del cráneo de Luis IX de Francia, varios dientes de Enrique III de Francia, el cabello de Felipe II de Francia, o la pierna momificada de Catalina de Médici.

## Profanaciones

### Profanaciones del 6 al 8 de agosto de 1793
Dom Poirier asistió a las labores de exhumación por primera vez en agosto de 1793. Fueron exhumados, entre otros, los siguientes restos:
- Felipe III de Francia.
- Isabel de Aragón.
- Pipino el Breve.
- Bertrada de Laon.
- Constanza de Castilla, esposa de Luis VII de Francia.
- Luis VI de Francia.

### Profanaciones de octubre de 1793
Fue durante el segundo periodo de profanaciones, en octubre de 1793, que las exhumaciones fueron realmente llevadas a cabo. Dom Germain Poirier plasmó en su informe que los obreros, acompañados por «comisarios de exhumación» (supervisores), el «comisario de orfebres» (responsable de recuperar objetos elaborados con metales preciosos y llevarlos a la Convención Nacional) y el «comisario de los plomos» (responsable de recuperar el plomo de los ataúdes para destinarlo a su fundición), descendieron con linternas y antorchas a la bóveda de los Borbones, donde cincuenta y cuatro ataúdes de madera de roble descansaban sobre caballetes de hierro roídos por la herrumbre. Varias sustancias purificadoras del aire, tales como enebro y vinagre, estaban dispuestas en la bóveda para reducir los olores. Las exhumaciones llevadas a cabo en octubre de 1793 fueron, según el testimonio de Poirier, las siguientes:

#### 12 de octubre
- Enrique de la Tour d'Auvergne-Bouillon. Su cadáver fue expuesto durante algún tiempo, tras el cual fue trasladado al Jardín de plantas de París, posteriormente al Museo de Monumentos Franceses y, finalmente, por orden de Napoleón Bonaparte, a la Iglesia de San Luis de Los Inválidos.[20] Poco después de la exhumación su cuerpo fue confiado a un guarda, quien posteriormente vendió los dientes del cadáver.
- Enrique IV. Su ataúd de roble fue abierto con martillos y su ataúd de plomo con un cincel. Según testigos, su cuerpo estaba bien conservado y los rasgos faciales eran perfectamente reconocibles (había sido embalsamado a la italiana). Permaneció de pie, apoyado contra una de las columnas del coro, en el interior de su ataúd y envuelto en su sudario, también conservado en óptimas condiciones. Estuvo expuesto al público hasta la mañana del lunes 14 de octubre, cuando fue llevado al pie de los escalones del santuario, donde permaneció hasta las dos de la tarde.[21] Depositado cuidadosamente su cuerpo en la fosa de los Valois, varias personas habían tomado previamente pequeñas reliquias del cadáver, como sus uñas y su barba.[22] Esta última reliquia fue tomada cuando el cuerpo se hallaba expuesto de pie por uno de los obreros, el cual, inmediatamente después, abofeteó el rostro del cadáver, provocando que el cuerpo cayese al suelo, tras lo cual fue expulsado del templo. Existe, además, el rumor de que un delegado de la Comuna realizó una impresión en yeso de su rostro. Del mismo modo, no existe ningún documento o archivo en el que haya constancia de que la cabeza del rey hubiese sido cortada y robada. De hecho, todos los testigos afirmaron que el cadáver de Enrique IV había sido depositado entero en el fondo de la fosa común y cubierto posteriormente con los restos de sus descendientes. No obstante, cuando Luis XVIII quiso restaurar las tumbas de la basílica, se descubrió que a tres de los cadáveres les faltaba el cráneo, siendo uno de ellos el de Enrique IV. En 2008, la cabeza apareció en poder de un hombre, Jacques Bellanger, quien la había adquirido siete años después de que hubiese sido rechazada por el museo del Louvre ante la duda de su procedencia, si bien Joseph Emile Bourdais, anticuario dueño de la reliquia desde 1919, siempre sostuvo que el cráneo era de Enrique IV. Análisis de ADN efectuados sobre la cabeza y un estudio de reconstrucción facial confirmaron su autenticidad.

#### 13 de octubre
Debido a que las exhumaciones se habían visto dificultadas por la presencia de curiosos, se decidió cerrar la basílica a todas las personas ajenas a las obras, si bien dicha decisión no llegó a llevarse a cabo.

#### 14 de octubre
- Luis XIII de Francia. Su ataúd fue abierto alrededor de las tres de la tarde, hallándose el cuerpo muy degradado y reconocible, únicamente, por su bigote negro. Su cuerpo fue arrojado boca abajo en la fosa común sobre un lecho de cal viva, con el fin de acelerar la putrefacción.
- Luis XIV de Francia. Su cuerpo fue hallado en buen estado de conservación y reconocible, aunque de color negro debido a la gangrena padecida antes de su muerte. Su cuerpo fue arrojado a la fosa común, siendo la placa de cobre que conmemoraba al rey en su sepultura arrancada y convertida en un caldero. Su corazón, junto con el de Luis XII de Francia, fue empleado por el pintor Martin Drolling en su pintura Interior de una cocina (1807).
- María de Médici. Los obreros que abrieron su ataúd profirieron insultos contra ella, acusándola del asesinato de Enrique IV y arrancándole el cabello.
- Ana de Austria. Su cuerpo, en estado de putrefacción, se hallaba envuelto en una tela gruesa de color rojo, siendo éste el traje de la tercera orden de San Francisco.
- María Teresa de Austria, esposa de Luis XIV de Francia.
- Luis de Francia, hijo de Luis XIV de Francia. Su cadáver fue hallado en estado de putrefacción líquida.

#### 15 de octubre
- María Leszczynska, esposa de Luis XV de Francia.
- María Ana Victoria de Baviera, abuela paterna de Luis XV de Francia.
- Luis de Francia, padre de Luis XV de Francia.
- María Adelaida de Saboya, madre de Luis XV de Francia.
- Luis de Francia (1704-1705), hermano de Luis XV de Francia.
- Luis de Francia (1707-1712), hermano de Luis XV de Francia.
- Javier María de Francia (1753-1754), hermano de Luis XVI de Francia.
- María Ceferina de Francia, hermana de Luis XVI de Francia.
- María Teresa de Francia (1752), hermana de Luis XVI de Francia.
- Felipe Luis de Francia, hijo de Luis XV de Francia.
- Enriqueta de Francia, hija de Luis XV de Francia.
- María Luisa de Francia, hija de Luis XV de Francia.
- Isabel de Francia, hija de Luis XV de Francia.
- Luis de Francia (1751-1761), hermano de Luis XVI de Francia.
- Nicolás Enrique de Francia, hijo de Enrique IV de Francia.
- María de Borbón-Montpensier, esposa de Gastón de Orleans.
- Gastón de Orleans, hijo de Enrique IV de Francia.
- Ana María Luisa de Orleans, hija de Gastón de Orleans.
- Margarita de Lorena, esposa de Gastón de Orleans.
- Juan Gastón de Orleans, hijo de Gastón de Orleans.
- María Ana de Orleans, hija de Gastón de Orleans.

#### 16 de octubre
- Enriqueta María de Francia, esposa de Carlos I de Inglaterra.
- Enriqueta de Inglaterra, esposa de Felipe I de Orleans.
- Felipe I de Orleans, hermano de Luis XIV de Francia.
- Isabel Carlota del Palatinado, esposa de Felipe I de Orleans.
- Carlos de Francia, nieto de Luis XIV de Francia.
- María Luisa Isabel de Orleans, esposa de Carlos de Francia.
- Felipe II de Orleans, regente de Francia.
- Ana Isabel de Francia (1662), hija de Luis XIV de Francia.
- María Ana de Francia, hija de Luis XIV de Francia.
- Felipe Carlos de Francia (1668-1671), hijo de Luis XIV de Francia.
- Luis Francisco de Francia (1672), hijo de Luis XIV de Francia.
- María Teresa de Francia, hija de Luis XIV de Francia.
- Felipe Carlos de Orleans, sobrino de Luis XIV de Francia.
- Una sobrina de Luis XIV de Francia nacida en 1665.
- Alejandro Luis de Orleans (1673-1676), sobrino de Luis XIV de Francia.
- Carlos de Alençon, hijo de Carlos de Francia.
- Mademoiselle de Alençon, hija de Carlos de Francia.
- María Luisa Isabel de Alençon, hija de Carlos de Francia.
- Sofía de Francia, hija de Luis XV de Francia.
- Mademoiselle de Angulema, hija de Carlos X de Francia.
- Mademoiselle de Artois, hija de Carlos X de Francia.
- Sofía de Francia, hija de Luis XVI de Francia.
- Luis José de Francia, hijo de Luis XVI de Francia.
- Luis XV de Francia. Su cuerpo en estado de descomposición despedía un fuerte olor a putrefacción, siendo necesario quemar pólvora para purificar el aire.
- Carlos V de Francia.
- Juana de Borbón, esposa de Carlos V de Francia.
- Carlos de Francia, hijo de Carlos VI de Francia. Su esqueleto se hallaba disecado.
- Isabel de Francia, hija de Carlos V de Francia.
- Juan de Francia, hijo de Carlos V de Francia.

#### 17 de octubre
- Carlos VI de Francia.
- Isabel de Baviera-Ingolstadt, esposa de Carlos VI de Francia.
- Carlos VII de Francia.
- María de Anjou, esposa de Carlos VII de Francia.
- Blanca de Navarra, esposa de Felipe VI de Francia.
- Juana de Francia, hija de Felipe VI de Francia. El cuerpo fue hallado sin cabeza, debido probablemente a unas reparaciones efectuadas en la entrada del nicho en años anteriores.
- Margarita de Valois, esposa de Enrique IV de Francia.
- Francisco de Francia, duque de Alençon y de Anjou, hijo de Enrique II de Francia.
- Francisco II de Francia.
- María Isabel de Francia, hija de Carlos IX de Francia.
- Carlos VIII de Francia. Sólo pudieron extraerse algunos huesos, prácticamente pulverizados.

#### 18 de octubre
- Enrique II de Francia.
- Catalina de Médici.
- Carlos IX de Francia.
- Enrique III de Francia.
- Luis de Francia, duque de Orleans, hijo de Enrique II de Francia.
- Juana de Francia, hija de Enrique II de Francia.
- Victoria de Francia, hija de Enrique II de Francia.
- Luis XII de Francia.
- Ana de Bretaña.
- Juana II de Navarra, hija de Luis X de Francia.
- Luis X de Francia.
- Juan I de Francia.
- Hugo el Grande, padre de Hugo Capeto. Su cadáver fue hallado reducido a cenizas.
- Carlos el Calvo.

#### 19 de octubre
- Felipe Hurepel de Clermont, hijo de Felipe II de Francia.
- Alfonso de Poitiers, hermano de Luis IX de Francia. Su cadáver fue hallado reducido a cenizas, aunque su cabello estaba bien conservado.
- Felipe II de Francia.
- Luis VIII de Francia.
- Margarita de Provenza, esposa de Luis IX de Francia.
- María de Francia (1326-1341), hija de Carlos IV de Francia.
- Blanca de Francia, hija de Carlos IV de Francia.
- Luis IX de Francia.
- Felipe IV de Francia.
- Dagoberto I.
- Nantilde, esposa de Dagoberto I. Entre los huesos faltaba el cráneo, el cual fue dejado probablemente en su primera sepultura cuando el rey Luis IX trasladó sus restos.

En el túmulo en el que se encontraban las tumbas de María de Francia (1326-1341) y Blanca de Francia sólo había escombros, faltando tanto los cuerpos como los féretros.

#### 20 de octubre
- Bertrand du Guesclin. Su esqueleto fue hallado en su totalidad, con los huesos disecados.
- Bureau de La Rivière.
- Francisco I de Francia.
- Luisa de Saboya.
- Claudia de Francia.
- Francisco III de Bretaña, hijo de Francisco I de Francia.
- Carlos II de Orleans, hijo de Francisco I de Francia.
- Carlota de Francia, hija de Francisco I de Francia.
- Pierre de Beaucaire, chambelán de Luis IX de Francia.
- Mathieu de Vendôme, abad de Saint-Denis.

Los restos de Francisco I de Francia, Luisa de Saboya, Claudia de Francia, Francisco III de Bretaña, Carlos II de Orleans y Carlota de Francia fueron hallados en estado de putrefacción líquida, despidiendo además un fuerte olor a descomposición. Durante el traslado de los ataúdes a las fosas, los féretros gotearon líquido negro por entre las grietas.

#### 22 de octubre
- Arnault Guilhem de Barbazan, chambelán de Carlos VII de Francia.
- Luis II de Sancerre, condestable de Carlos VI de Francia. Su cabeza fue hallada con el cabello perfectamente trenzado.
- El abad Suger. Sus huesos fueron hallados pulverizados.
- El abad Troon. Sus huesos fueron hallados pulverizados.
- Sédile de Sainte-Croix, esposa de Jean Pastourel, presidente del Tribunal de Cuentas bajo el reinado de Carlos V de Francia.

#### 24 de octubre
- Carlos IV de Francia.

#### 25 de octubre
- Juana de Evreux, esposa de Carlos IV de Francia. Sus huesos fueron hallados en el sepulcro, profanado y saqueado la noche anterior, a excepción del cráneo, el cual no pudo ser localizado.
- Felipe V de Francia. Su esqueleto fue hallado en buenas condiciones de conservación.
- Juana II de Borgoña, esposa de Felipe V de Francia. Sus huesos fueron hallados disecados.
- Juan II de Francia. Sus huesos fueron hallados calcinados.

En días posteriores, los obreros, acompañados por el comisario de los plomos, acudieron al cementerio carmelita con el fin de exhumar los restos de Luisa de Francia, hija de Luis XV de Francia, los cuales, en estado de putrefacción, fueron arrojados a la fosa común.

### Profanaciones del 18 de enero de 1794
- Margarita I de Borgoña, hija de Felipe V de Francia.

## Restauración
Bajo la Restauración, Luis XVIII recuperó, el 19 de enero de 1817, los restos de sus antepasados, exhumados de las fosas comunes tras una semana de investigación, siendo hallados gracias a François-Joseph Scellier. Estos cuerpos fueron colocados juntos debido a que la cal viva vertida sobre ellos había provocado su deterioro al punto de hacer imposible su identificación, habiendo además tres cuerpos cuyas cabezas no pudieron ser encontradas. Los restos fueron depositados en un osario en la cripta de la basílica el cual comprende una docena de cofres sellados por losas de mármol con inscripciones de los nombres de los monarcas. El rey, quien también buscó los restos de su hermano Luis XVI y María Antonieta, los cuales tampoco pudieron ser identificados, llevó a cabo un servicio religioso el 21 de enero de 1815 e hizo erigir un monumento funerario en su honor en 1816.
Algunos cuerpos habían sido tratados mediante el procedimiento conocido como mos Teutonicus (técnica funeraria de excarnación del cadáver), siendo sometidos a continuación a la dilaceratio corporis (división del cuerpo) en corazón, intestinos y huesos antes de ser sepultados. Algunas de estas reliquias, en particular los corazones y ciertos huesos, sin contar las tomadas antes del entierro y las robadas durante la profanación, fueron colocadas en la bóveda de los Borbones.